# Скворцов, Виктор Михайлович
Виктор Михайлович Скворцов — советский государственный и политический деятель.

## Биография
Родился 3 марта 1927 года в Иркутске. Член КПСС с 1958 года.
Окончил Новосибирский институт инженеров железнодорожного транспорта (1956).
В 1942—1943 гг. — электрослесарь электромеханических мастерских г. Черёмухово Иркутской области.
Участник Великой Отечественной войны. Демобилизовался из армии в 1950 году.
В 1956—1977 гг. — на Западно-Сибирской железной дороге: дежурный по парку, дежурный по станции, маневровый диспетчер, ст. помощник, заместитель начальника и начальник станции, главный инженер и начальник отделения дороги, главный инженер дороги.
В 1977—1990 гг. — начальник Свердловской железной дороги.
Избирался депутатом Верховного Совета РСФСР 10-го и 11-го созывов.
Лауреат Государственной премии СССР (1983), премии Совета Министров СССР (1991), почетный железнодорожник. Награжден орденами Ленина, Октябрьской Революции, Трудового Красного Знамени, Отечественной войны II степени (06.04.1985), медалями.
Умер 28 марта 2000 года в Екатеринбурге. Похоронен на Широкореченском кладбище.